# Quipungo
Quipungo (o Kipungo) è un municipio dell'Angola appartenente alla provincia di Huíla. Ha 80.581 abitanti (stima del 2006).